# Víctor Gavancho Rozas
Pedro Víctor Gavancho Rozas (Cusco, 30 de enero de 1904-Lima, 18 de septiembre de 1984) fue un médico, catedrático de la Universidad de San Antonio Abad y político peruano.

## Biografía
Nació en Cusco el 30 de enero de 1904, hijo de Fidel Gavancho Castillo y Asunción Rozas Yáñez. Fue elegido senador por el departamento del Cuzco en 1945 por el Frente Democrático Nacional que postuló a José Luis Bustamante y Rivero a la presidencia de la república. Fue miembro del Partido Aprista Peruano hasta su renuncia en octubre de 1948.